# Friedrich Leonard von Soltau
Friedrich Ernst Leonard von Soltau (* 11. März 1800 in Lübeck; † 15. Juli 1846 in Halle) war ein deutscher Volksliedsammler und -forscher.

## Leben und Werk
Soltau studierte in Jena und Leipzig deutsche Literatur und orientalische Sprachen. Sein vorrangiges Interesse galt bald dem deutschen Volkslied. Ohne einen festen Abschluss der Universitätsstudien ließ sich Soltau in Dresden nieder. Nachdem seine vormals wohlhabende Familie verarmte, wurde Soltaus finanzielle Situation prekär. Er hielt sich vorübergehend in Meißen, Leipzig, Jena und Weimar auf, bevor er sich schließlich in Halle niederließ.
Soltaus Bedeutung für die Literaturgeschichte gründet sich auf die 1836 in Leipzig erschienene Publikation Ein Hundert deutsche historische Volkslieder. Dabei handelte es sich um eine Volksliedsammlung, die sich durch ihren wissenschaftlichen Anspruch und Quellentreue von früheren Publikationen dieser Art deutlich abhob. Aus dem Nachlass Soltaus gab Rudolf Hildebrand 1856 Deutsche historische Volkslieder, zweites Hundert heraus. Der Germanist Rochus von Liliencron bezeichnete Soltaus Sammlung als Grundlage seiner späteren Arbeiten zum Thema.
Soltaus wissenschaftlicher Teil-Nachlass liegt im Staatsarchiv Aargau.